# Коулі-Дем (Вашингтон)
Коулі-Дем (англ. Coulee Dam) — місто (англ. town) в США, в округах Оканоган, Дуглас і Грант штату Вашингтон. Населення — 1211 особа (2020).

## Географія
Коулі-Дем розташоване за координатами 47°58′7″ пн. ш. 118°58′35″ зх. д. / 47.96861° пн. ш. 118.97639° зх. д. (47.968511, -118.976280).  За даними Бюро перепису населення США в 2010 році місто мало площу 2,00 км², з яких 1,86 км² — суходіл та 0,14 км² — водойми.

### Клімат
| Клімат : Коулі-Дем      | Клімат : Коулі-Дем | Клімат : Коулі-Дем | Клімат : Коулі-Дем | Клімат : Коулі-Дем | Клімат : Коулі-Дем | Клімат : Коулі-Дем | Клімат : Коулі-Дем | Клімат : Коулі-Дем | Клімат : Коулі-Дем | Клімат : Коулі-Дем | Клімат : Коулі-Дем | Клімат : Коулі-Дем | Клімат : Коулі-Дем |
| Показник                | Січ.               | Лют.               | Бер.               | Квіт.              | Трав.              | Черв.              | Лип.               | Серп.              | Вер.               | Жовт.              | Лист.              | Груд.              | Рік                |
| Абсолютний максимум, °C | 13,9               | 16,1               | 23,3               | 33,3               | 37,8               | 40,6               | 45,0               | 43,3               | 40,0               | 32,2               | 20,6               | 14,4               | 45,0               |
| Середній максимум, °C   | 0,1                | 4,3                | 10,4               | 16,5               | 21,7               | 25,8               | 30,9               | 30,2               | 25,1               | 16,4               | 6,4                | 1,3                | 15,8               |
| Середній мінімум, °C    | −5,8               | −3,5               | −0,3               | 3,4                | 7,7                | 11,4               | 14,6               | 14,2               | 10,2               | 4,8                | −0,3               | −4,1               | 4,3                |
| Абсолютний мінімум, °C  | −27,2              | −26,1              | −17,8              | −6,7               | −2,8               | 2,2                | 0,0                | 3,3                | −1,1               | −12,2              | −23,3              | −26,7              | −27,2              |
| Норма опадів, мм        | 27                 | 23                 | 22                 | 21                 | 28                 | 26                 | 12                 | 10                 | 12                 | 18                 | 31                 | 35                 | 268                |
| ----------------------- | ------------------ | ------------------ | ------------------ | ------------------ | ------------------ | ------------------ | ------------------ | ------------------ | ------------------ | ------------------ | ------------------ | ------------------ | ------------------ |
| Джерело:                |                    |                    |                    |                    |                    |                    |                    |                    |                    |                    |                    |                    |                    |

## Демографія
Згідно з переписом 2010 року, у місті мешкало 1098 осіб у 459 домогосподарствах у складі 301 родини. Густота населення становила 548 осіб/км².  Було 534 помешкання (267/км²).
Расовий склад населення:
| - 55,0 % — білих - 35,5 % — корінних американців - 0,7 % — азіатів - 0,5 % — чорних або афроамериканців - 2,4 % — осіб інших рас |

До двох чи більше рас належало 5,9 %. Частка іспаномовних становила 6,7 % від усіх жителів.
За віковим діапазоном населення розподілялося таким чином: 24,8 % — особи молодші 18 років, 57,7 % — особи у віці 18—64 років, 17,5 % — особи у віці 65 років та старші. Медіана віку мешканця становила 41,6 року. На 100 осіб жіночої статі у місті припадало 99,6 чоловіків;  на 100 жінок у віці від 18 років та старших — 97,1 чоловіків також старших 18 років.
Середній дохід на одне домашнє господарство  становив 60 086 доларів США (медіана — 51 250), а середній дохід на одну сім'ю — 68 353 долари (медіана — 59 167). Медіана доходів становила 53 250 доларів для чоловіків та 34 107 доларів для жінок. За межею бідності перебувало 13,9 % осіб, у тому числі 17,6 % дітей у віці до 18 років та 5,8 % осіб у віці 65 років та старших.
Цивільне працевлаштоване населення становило 531 осіб. Основні галузі зайнятості: публічна адміністрація — 26,7 %, освіта, охорона здоров'я та соціальна допомога — 26,7 %, будівництво — 9,0 %, науковці, спеціалісти, менеджери — 7,3 %.